# Trio per a piano (Weinberg)
El Trio per a piano, op. 24, va ser compost per Mieczysław Weinberg el 1945. L'estrena es va celebrar el 9 de gener de 1947 juntament amb dos membres del Quartet Beethoven: el violinista Dmitri Tsiganov (violí) i el violoncel·lista Serguei Xirinski.

## Moviments
- I. Preludi i ària. Larghetto
- II. Toccata. Allegro
- III. Poema. Moderato
- IV. Finale. Allegro moderato

## Origen i context
Weinberg va arribar el 1943 a Moscou com a refugiat. De seguida va conèixer a Xostakóvitx, amb qui va compartir amistat i inquietuds musicals. La influència recíproca entre els dos té un clar reflex en dues peces compostes en dates molt properes l'un de l'altre: el Trio per a piano núm. 2 de Xostakóvitx (1944) i en el Trio per a piano de Weinberg (1945). Tots dos tenen quatre moviments disposats de manera similar (suaus els senars, més agitats els parells), d'una extensió semblant i amb un estil i tensió dramàtica coincident.
El Trio per a piano de Weinberg va ser compost el 1945, un any particularment productiu en la carrera del músic, durant el qual es van gestar també pàgines vocals com les Tres romances, op. 22, de Mickiewicz i les Sis romances, op. 25, per veu i piano; obres pianístiques com Cançons infantils núm. 3, op. 23; i orquestrals com Suite per a petita orquestra, op. 26; però, sobretot, inclou el Quartet de corda núm. 4, op. 20, la Sonata núm. 1 per a violoncel i piano, op. 21, el Quartet de corda núm. 5, op. 27, la Sonata per a clarinet i piano, op. 28 i les Dotze miniatures per a flauta i piano, op. 29.